# Bulbophyllum vulcanicum
Bulbophyllum vulcanicum là một loài phong lan thuộc chi Bulbophyllum.